# Gizmo5
Gizmo5 (voorheen Gizmo Project) was freeware die men kon gebruiken om te telefoneren via de computer en met de mogelijkheid om te kunnen chatten via diverse instant messaging-protocollen. Op 12 november 2009 maakte Google bekend Gizmo5 overgenomen te hebben. Bestaande accounts bleven geldig, nieuwe inschrijvingen werden opgeschort. De dienst werd geïntegreerd in Google Voice.
Gizmo5 maakte gebruik van het open SIP-protocol en XMPP. Daardoor was het mogelijk om ook met andere VoIP- en chatprogramma's te communiceren. Gizmo5 maakte echter wel gebruik van enkele niet open codecs. De broncode van de Gizmo5-software zelf is, net zoals concurrent Skype, ook gesloten en dus niet vrij beschikbaar.

## Werking
Gizmo5 gebruikt de internetverbinding om te telefoneren naar andere computers. Men kan via een muisklik praten met familie en vrienden over de hele wereld. Van computer naar computer kan men onbeperkt gratis bellen.
Er zijn zogenaamde Add-ons, genaamd "Call In" en "Call Out" die tegen betaling gebruikt kunnen worden om mobiele nummers en vaste lijnen te bereiken.

### Van Gizmo5 tot Gizmo5
Elk telefoongesprek naar een andere Gizmo5-gebruiker is gratis. Het maakt niet uit wanneer of waar men belt. De enige voorwaarde is dat men een microfoon heeft en geluidsboxen, het wordt echter aangeraden om een headset te gebruiken.

### Call Out: Van Gizmo5 naar vaste lijn of mobiel
Men kan Gizmo5 ook gebruiken om, tegen betaling, naar vaste lijnen of mobiele nummers te bellen. In Gizmo5 spreekt men van "Call Out Credits". Dit is een krediet dat gelijkstaat aan een bepaalde tijd bellen. De tarieven zijn vergelijkbaar met andere VoIP-aanbieders.
Gizmo5 definieert zijn tarieven zo:
- Betalen per minuut.
- Niet betalen voor connecties.
- Geen administratieve of onderhoudskosten.
- Tarieven worden bepaald aan de hand van de bestemming van het gesprek, het maakt niet uit waar men zich bevindt.

### Call In: Van vaste lijn en mobiel naar Gizmo5
Met het Call in-systeem kan men een vast nummer geven aan een Gizmo5-account, zodat men niet alleen bereikbaar is via de Gizmo5-software maar via elk telefoontoestel ter wereld. Als voordeel wordt genoemd dat waar men zich ook bevindt, men altijd bereikbaar is via het Gizmo5-nummer. Mensen die de Gizmo5-gebruiker, vanaf een conventionele telefoonlijn bellen betalen het tarief naar de locatie waar het Gizmo5-nummer is ingeschreven. Als nadeel wordt genoemd dat deze dienst niet overal beschikbaar is.